# U + Ur Hand
U + Ur Hand – trzeci singiel amerykańskiej piosenkarki pop-rockowej Pink z jej czwartego albumu zatytułowanego I’m Not Dead. Piosenka pojawiła się w internecie na początku czerwca 2005 roku, na długo przed premierą płyty. Oficjalna premiera singla miała miejsce 28 sierpnia 2006 roku w Wielkiej Brytanii.

## Zawartość singla
Oryginalny singel CD
1. „U + Ur Hand” – 3:36
2. „Crash & Burn” – 4:28

Maxi CD single
1. „U + Ur Hand” – 3:36
2. „Crash & Burn” – 4:28
3. „U + Ur Hand (BeatCult Remix)” – 6:42
4. „U + Ur Hand (Bimbo Jones Vocal Mix)” – 10:48
5. „U + Ur Hand” (Video Enhancement)

## Listy przebojów
| Lista (2006/07)              | Pozycja |
| ---------------------------- | ------- |
| Australia ARIA Singles Chart | 5       |
| Austria Singles Chart        | 3       |
| Belgia Singles Chart         | 20      |
| Brazilia Singles Chart       | 23      |
| Kanada Hot 100               | 31      |
| Kolumbia Singles Chart       | 11      |
| Chorwacja Singles Chart      | 5       |
| Czechy Singles Chart         | 1       |
| Dania Singles Charts         | 4       |
| Niemcy Top 40                | 31      |
| Ekwador Top 20               | 3       |
| Francja Singles Chart        | 11      |
| Finlandia Singles Chart      | 14      |
| Niemcy Singles Chart         | 4       |
| Grecja Singles Chart         | 19      |
| Węgry Singles Chart          | 2       |

| Lista (2006/07)                           | Najwyższa pozycja |
| ----------------------------------------- | ----------------- |
| Irlandia Singles Chart                    | 13                |
| Włochy Singles Chart                      | 20                |
| Nowa Zelandia Singles Chart               | 10                |
| Portugalia Singles Chart                  | 4                 |
| Rumunia Singles Chart                     | 3                 |
| Russian Airplay Chart                     | 5                 |
| Szwecja Singles Chart                     | 5                 |
| Swiss Singles Chart                       | 5                 |
| UK Singles Chart                          | 10                |
| United World Chart                        | 15                |
| U.S. ARC Weekly Top 40                    | 2                 |
| U.S. Billboard Hot 100                    | 9                 |
| U.S. Billboard Pop 100                    | 5                 |
| U.S. Billboard Adult Top 40               | 5                 |
| U.S. Billboard Top 40 Mainstream          | 1                 |
| U.S. Billboard Hot 100 Singles Recurrents | 1                 |
| Wezezuela Singles Chart                   | 8                 |